# Oroquieta
Oroquieta è una città componente delle Filippine, capoluogo della Provincia di Misamis Occidental, nella Regione del Mindanao Settentrionale.
Oroquieta è formata da 47 baranggay:
- Apil
- Binuangan
- Bolibol
- Buenavista
- Bunga
- Buntawan
- Burgos
- Canubay
- Ciriaco C. Pastrano (Nilabo)
- Clarin Settlement
- Dolipos Alto
- Dolipos Bajo
- Dulapo
- Dullan Norte
- Dullan Sur

- Lamac Lower
- Lamac Upper
- Langcangan Lower
- Langcangan Proper
- Langcangan Upper
- Layawan
- Loboc Lower
- Loboc Upper
- Malindang
- Mialen
- Mobod
- Paypayan
- Pines
- Poblacion I
- Poblacion II
- Rizal Lower

- Rizal Upper
- San Vicente Alto
- San Vicente Bajo
- Sebucal
- Senote
- Taboc Norte
- Taboc Sur
- Talairon
- Talic
- Tipan
- Toliyok
- Tuyabang Alto
- Tuyabang Bajo
- Tuyabang Proper
- Victoria
- Villaflor